# Paul Pelliot

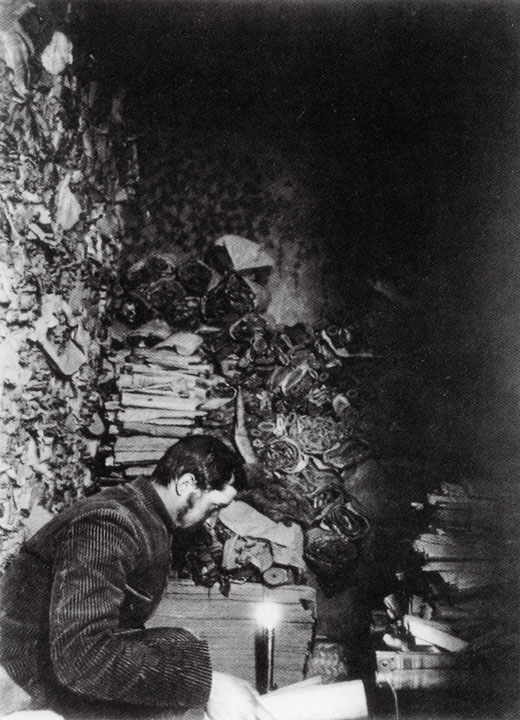
Pelliot podczas badania jaskiń Dunhuangu

Paul Pelliot (ur. 28 maja 1878, zm. 26 października 1945) – francuski podróżnik, sinolog i orientalista, profesor Collège de France.
Podróżował po Azji Środkowej i Chinach. Badał jaskinie Mogao, wprowadzając ich pierwszą numerację. Prowadził także ich systematyczną dokumentację fotograficzną, opublikowaną następnie w latach 20. w formie serii zeszytów. Z odkrytych w jaskiniach tekstów pięć tysięcy przywiózł do Francji. Obecnie znajdują się one w Bibliotece Narodowej w Paryżu i Museum Guimet.